# Monster (песня Paramore)
«Monster» — песня американской альтернативной рок-группы Paramore, ставшая вторым синглом из саундтрека к фильму Трансформеры 3: Тёмная сторона Луны. Сингл вышел 7 июня 2011 года в цифровом формате. «Monster» — первая песня группы, записанная без участия Джоша и Зака Фарро, покинувших группу в 2010 году.
За первые три дня количество просмотров видеоклипа «Monster» превысило 1000000.

## Информация о песне
Джон Блистейн в рецензии для журнала Billboard отметил мощное звучание гитар, ударных и вокала Хейли Уильямс в припеве песни. Сама Уильямс заявила, что группа «в восторге от того, что стала частью альбома с Трансформеров» и «Paramore возвращается!».
Видеоклип к песне был снят в Лос-Анджелесе; режиссёром стал Шейн Дрейк Премьера видео состоялась на MTV.com 18 июля 2011.

## Позиции в чартах
| Чарт (2011)                         | Лучший результат |
| ----------------------------------- | ---------------- |
| Канада (Billboard Canadian Hot 100) | 55               |
| Новая Зеландия (Recorded Music NZ)  | 23               |
| Шотландия (OCC Scotland)            | 13               |
| Великобритания (OCC UK Singles)     | 21               |
| США (Billboard Hot 100)             | 36               |
| США (Billboard Alternative Airplay) | 23               |
| Billboard Rock Songs                | 38               |
| Billboard Hot Digital Songs         | 16               |